# Hans Jürgen Diedrich

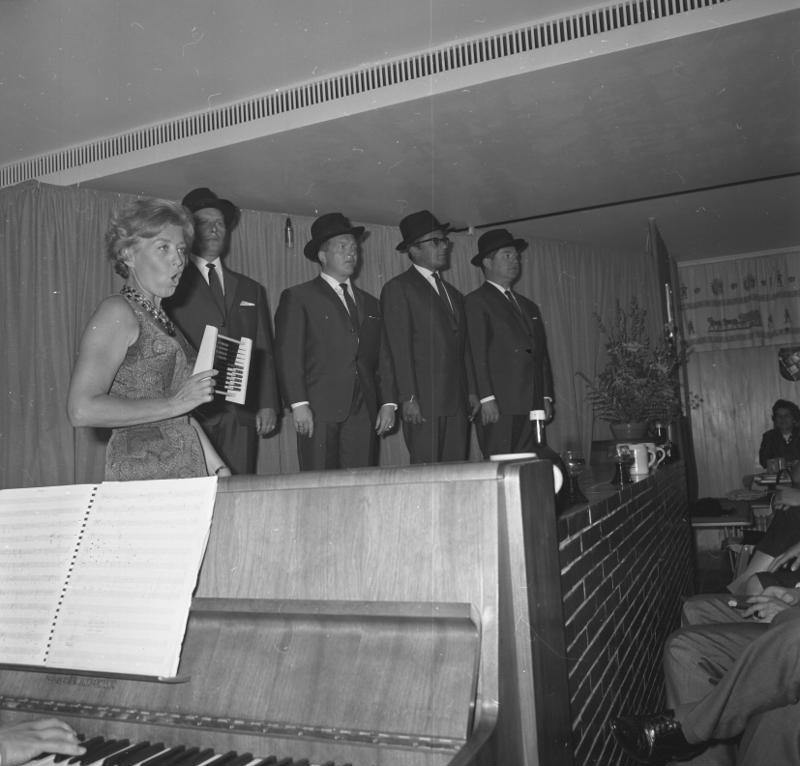
Hans Jürgen Diedrich (Mitte) mit der Münchner Lach- und Schießgesellschaft beim Münchner Abend (1964)

Hans Jürgen Diedrich (* 30. April 1923 in Stralsund; † 29. August 2012 in München) war ein deutscher Schauspieler und Kabarettist.

## Leben

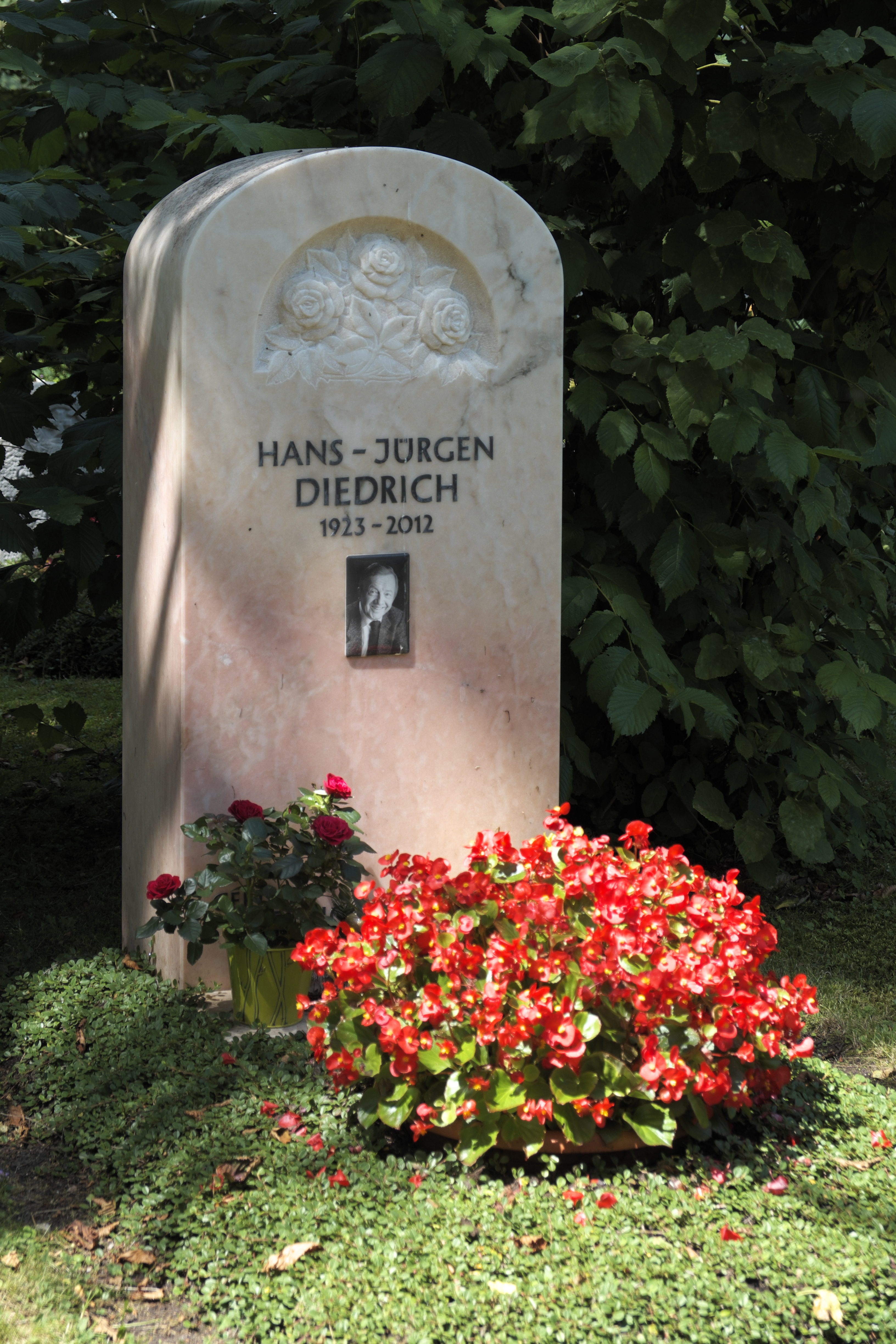
Grab von Hans Jürgen Diedrich auf dem Waldfriedhof Obermenzing

Nach dem Abitur wurde er 1943 zum Kriegsdienst einberufen. Als Leutnant bei den Panzergrenadieren geriet er gegen Ende des Zweiten Weltkriegs in britische Kriegsgefangenschaft, aus der er 1946 entlassen wurde. 
Über eine Laienspielgruppe kam Diedrich zum Theater. An der Schauspielschule der Städtischen Bühnen in Hamburg-Harburg wurde er als Schauspieler ausgebildet und gab dort 1947 sein Bühnendebüt. Bis 1954 war er am Harburger Theater engagiert. Zum Kabarett fand er 1954 durch die Gruppe rendezvous unter Peter Ahrweiler in Hamburg. 1954 bis 1955 war er Mitglied der Kieler Truppe Die Amnestierten. 1956 gehörte er gemeinsam mit Sammy Drechsel, Dieter Hildebrandt, Klaus Havenstein und Ursula Herking zu den Gründern der Münchner Lach- und Schießgesellschaft, der er nicht nur auf der Bühne, sondern auch als Textschreiber bis 1970 verbunden war. Anschließend spielte er Theater an der Kleinen Komödie München, an der Komödie Düsseldorf und am Theater am Dom in Köln. 1972 wurde er Ensemblemitglied des Bayerischen Staatsschauspiels, wo er auch als Regisseur tätig war. Seine wichtigste Rolle wurde die des Schusters Voigt in Der Hauptmann von Köpenick, den er 1980 in München und auf anschließenden Tourneen in 165 Vorstellungen verkörperte. 1983 erfolgte seine Ernennung zum Bayerischen Staatsschauspieler. Bis 1986 blieb er dem Bayerischen Staatsschauspiel verbunden.
Neben seinen Kabarettauftritten wirkte er in zahlreichen Film- und Fernsehproduktionen mit, unter anderem 1960 in Am grünen Strand der Spree als Ordonnanz Jänicke und Der Gauner und der liebe Gott, 1962 in Max, der Taschendieb, 1963 in Orden für die Wunderkinder oder 1965 in Die fromme Helene. Diedrich wirkte im Laufe seiner Karriere in mehr als 100 Film-und-Fernsehproduktionen als Schauspieler mit, darunter auch in Fernsehserien wie beispielsweise SOKO München oder Die Schwarzwaldklinik. Seine letzte Rolle spielte er im Jahr 1996 in einer Folge der Serie Dr. Stefan Frank – Der Arzt, dem die Frauen vertrauen. 
Von 1975 bis 1983 wurde er auch als Voice-over-Kommentator der Comedyserien Väter der Klamotte, Männer ohne Nerven und Meisterszenen der Klamotte sowie als Synchronsprecher des Fuzzy Q. Jones in der Reihe Western von gestern bekannt. In den Hörspielen und -büchern über Wolfgang Eckes Meisterdetektiv Balduin Pfiff lieh er der Titelrolle seine Stimme. Diedrich sollte als Synchronsprecher ursprünglich auch die Rolle des Homer Simpson sprechen, sagte jedoch am zweiten Tag der Synchronaufnahmen wieder ab, da ihm die Rolle zu schwer war.
Hans Jürgen Diedrich starb 2012 im Alter von 89 Jahren. Seine Grabstelle befindet sich auf dem Waldfriedhof Obermenzing an der Bergsonstraße des Münchener Stadtteils Obermenzing.

## Filmografie
- 1957: Denn sie müssen nicht was sie tun
- 1957: Tante Wanda aus Uganda
- 1958: Bette sich wer kann
- 1958: Im gleichen Schrott und Trott
- 1958: Eine Kleine Machtmusik
- 1958: Mit Eva fing die Sünde an
- 1959: Warten auf Niveau
- 1959: Der Widerspenstigen Lähmung
- 1959: Arzt ohne Gewissen
- 1960: Am grünen Strand der Spree (Der General, Fernsehserie)
- 1960: Tour de Trance
- 1960: Immer will ich dir gehören
- 1960: Eine Frau fürs ganze Leben
- 1960: Der Gauner und der liebe Gott
- 1961: Die Stunde, die du glücklich bist
- 1961: Wähl den, der lügt
- 1962: Streichquartett
- 1962: Mit Eva fing die Sünde an (The Bellboy and the Playgirls)
- 1962: Überleben Sie mal
- 1962: Er kann’s nicht lassen
- 1962: Max, der Taschendieb
- 1963: Amphitryon 38
- 1963: Halt die Presse
- 1963: Zweierlei Maß
- 1963: Kleider machen Leute
- 1963: Orden für die Wunderkinder
- 1964: Anklage gegen Unbekannt
- 1964: Krisen-Slalom
- 1964: Erzähl mir nichts
- 1964: Das Kriminalmuseum (Der stumme Kronzeuge, Fernsehserie)
- 1965: Der seidene Schuh
- 1965: Vor Nachbarn wird gewarnt
- 1965: Die fromme Helene
- 1966: Zwei Girls vom Roten Stern
- 1966: Gewagtes Spiel (Der Pechvogel, Fernsehserie)
- 1966: Sie schreiben mit (Der dumme August, Fernsehserie)
- 1967: Der Vogelhändler
- 1967: Das Kriminalmuseum (Die Telefonnummer, Fernsehserie)
- 1967: Spiel mit dem Tode
- 1967: Die Reise des Herrn Perrichon
- 1969: D’Artagnan (Sprecher)
- 1970: Tausendundeine Nacht (Die Geschichte von Abu Hasan, Fernsehserie)
- 1971: Hurra, wir sind mal wieder Junggesellen!
- 1971: Olympia – Olympia
- 1971: La Femme, le Mari et la Mort oder Über die Schwierigkeiten, seinen Mann umzubringen
- 1971: Das Messer (Mehrteiler, 2 Folgen)
- 1972: Die keusche Susanne
- 1972: Was wissen Sie von Titipu?
- 1972: Plonk
- 1973: Die Powenzbande (Mehrteiler, 3 Folgen)
- 1973: Der Bastian (Sieger im Rückwärtslauf, Fernsehserie)
- 1973: Zwei Einakter
- 1973: Erster Klasse
- 1974: Bismarck von hinten oder Wir schließen nie
- 1975: Der Brandner Kaspar und das ewig’ Leben
- 1975: Hoftheater (Fernsehserie, 13 Folgen)
- 1975: Streng geheim
- 1975: Derrick (Ein Koffer aus Salzburg, Fernsehserie)
- 1975: Beschlossen und verkündet (2 Folgen: Herrn Wittichs Witwen, Alle Vorteile gelten, Fernsehserie)
- 1976: Herr S. kommt nicht zum Zuge
- 1977: Die Jugendstreiche des Knaben Karl
- 1977: Polizeiinspektion 1 (Der Föhn, Fernsehserie)
- 1978: Polizeiinspektion 1 (Ein Sack voll Brillanten, Fernsehserie)
- 1979: Bistro (Fernsehserie)
- 1980: Der Archivar
- 1981: Meisterszenen der Klamotte
- 1982: Sein Doppelgänger
- 1983: Monaco Franze (Abgestürzt, Fernsehserie)
- 1983: Unsere schönsten Jahre (Schau den Mond an, Fernsehserie)
- 1984: Zinsen des Ruhms
- 1985: Ich, Christian Hahn (Fernsehserie)
- 1986: Engels & Consorten (Fernsehserie)
- 1986: Die Schwarzwaldklinik (Prost, Herr Professor!, Fernsehserie)
- 1989: Meister Eder und sein Pumuckl (Fernsehserie, Folge Pumuckl will eine Uhr haben)
- 1990: Falsche Spuren
- 1992: 5 Zimmer, Küche, Bad
- 1993: Ein Mann am Zug (Fernsehserie, 16 Folgen)
- 1994: Air Albatros (Fernsehserie)
- 1995: Ein unvergeßliches Wochenende – An der Nordsee
- 1996: Dr. Stefan Frank – Der Arzt, dem die Frauen vertrauen (Fernsehserie, 3 Folgen)